# Heinsdorfergrund
Heinsdorfergrund (wym. MAF: [ˈhaɪ̯nsdɔʁfɐˌɡʁʊnt], posłuchajⓘ) – gmina w Niemczech, w kraju związkowym Saksonia, w okręgu administracyjnym Chemnitz, w powiecie Vogtland, wchodzi w skład wspólnoty administracyjnej Reichenbach/Vogtl.